# Dasan Lekong
Dasan Lekong is een bestuurslaag in het regentschap Oost-Lombok van de provincie West-Nusa Tenggara, Indonesië. Dasan Lekong telt 11.431 inwoners (volkstelling 2010).